# I Love the World
I Love the World는 디스커버리 채널에서 2008년에 방송된 광고 영상이다.